# Gitanos en la ficción

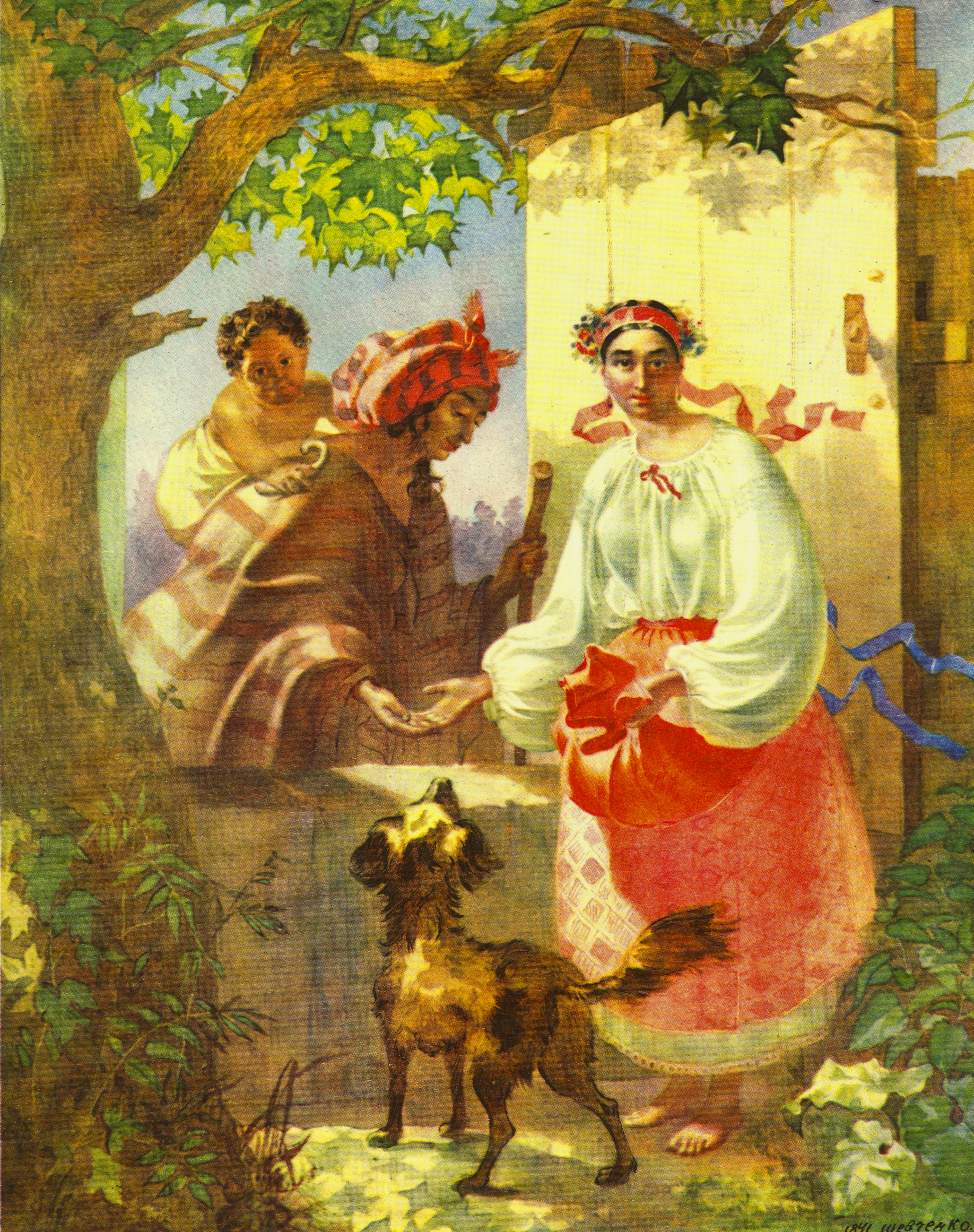
La adivina gitana por Taras Shevchenko.

Muchas representaciones ficticias de los gitanos en la literatura y el arte presentan narrativas romantizadas de sus supuestos poderes místicos de adivinación y su supuesto temperamento rabioso o pasional, que se combina con un amor indomable por la libertad y un hábito de criminalidad. Los críticos de las representaciones a los gitanos en la cultura popular señalan similitudes con las representaciones del pueblo judío, con ambos grupos estereotipados negativamente como errantes, propagadores de enfermedades, secuestradores de niños, violadores y asesinos.
Los gitanos (o romaníes) fueron retratados en la literatura británica como personas con "siniestras de tendencias ocultas y criminales" y asociadas con "el robo y la astucia",  y en el teatro renacentista y barroco inglés como personas que incorporaban "elementos de encanto extravagante", y como los más bajos de los marginados sociales, conectados con "magia, encantos, malabarismo y engaños". En la ópera, la literatura y la música, en toda Europa, las mujeres gitanas han sido retratadas como provocativas, sensuales, exóticas y misteriosas. Las películas de Hollywood y de Europa, así como la música popular, han promovido estereotipos similares.
Representaciones particularmente notables de los gitanos aparecen en clásicos como Carmen de Prosper Mérimée y adaptada por Georges Bizet, Nuestra Señora de París de Victor Hugo y La Gitanilla de Miguel de Cervantes .Los gitanos también fueron muy romantizados en la Unión Soviética; un ejemplo clásico fue el caso Tabor ukhodit v Nebo de 1975.Emir Kusturica presentó una representación más realista de los gitanos contemporáneos en los Balcanes, con actores romaníes que hablaban en sus dialectos nativos, aunque todavía jugaban con los clichés establecidos de una inclinación romaní por la magia y el crimen, en sus películas El tiempo de los gitanos (1988) y Gato negro, gato blanco (1998). Otra representación realista de los gitanos es Encontré cíngaros felices (1967).

## Televisión
Telenovelas
En Latinoamérica, muchas telenovelas mostraron gitanos como protagonistas o coadyuvantes en sus tramas. Muchas de ellas retrataban a los gitanos de manera romantizada y mágica, con algunas siendo más fieles a la realidad.

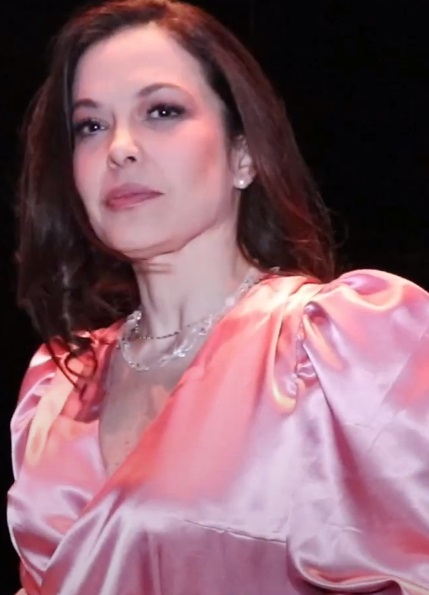
Coraima Torres, protagonista de la telenovela Kassandra.

La telenovela venezolana Kassandra producida por RCTV, es considerada la telenovela de temática gitana más exitosa, y una de las telenovelas más vendidas alrededor del mundo. Alcanzó gran éxito sobre todo en Europa del Este y Balcanes. El personaje principal era una gitana que vive y trabaja en el circo. Ella se enamora de un chico de clase alta, y la familia de él se opone a la relación por ella ser gitana. Es una versión de la telenovela Peregrina. Otras versiones incluyen La muchacha del circo (también de Venezuela), Peregrina en México y Zíngara en Argentina.
- En Bosnia, la telenovela fue muy exitosa y fue emitida tras el fin de la guerra de dicho país. En este contexto, cuando el canal STR que emitía Kassandra (emisora controlada por el entonces presidente Radovan Karadžić) fue tomado por simpatizantes de la opositora al gobierno Biljana Plavšić, la telenovela salió del aire de manera abrupta, lo que provocó protestas por parte de los espectadores. El miedo a que el descontento social resultase en un nuevo conflicto, hizo que el gobierno de Estados Unidos llamara a la productora Coral Pictures para solicitar que enviaran nuevamente los capítulos a la televisora europea. Sin embargo, el canal bosnio confesó que jamás habían comprado la serie, pues estaban pirateando los episodios desde la señal robada de un canal de Serbia, y que no podían comprarla porque no tenían dinero. Tomando en cuenta la difícil situación por la que atravesaba el país eslavo en aquel momento, el ejecutivo de Coral Pictures decidió donar los capítulos de Kassandra a la emisora.[12][13]
- En Serbia, La influencia de Kassandra fue notable. La telenovela no solo incrementó el interés por el idioma español, sino que también dejó una huella en la cultura popular. Por ejemplo, el reconocido músico Šaban Bajramović compuso una canción titulada "Kassandra" en honor a la protagonista, y durante la visita de los actores principales a Serbia en 1997, se organizaron numerosos eventos que congregaron a miles de seguidores. En el pueblo Kučevo, los habitantes firmaron una petición por liberar a Kassandra cuando ella estuvo en prisión, falsamente acusada por un asesinato. Ellos enviaran la petición a la Embajada de Venezuela en Serbia y al entonces presidente del país.[14][15]

La teleserie chilena Romané, emitida por Televisión Nacional de Chile en el año 2000, se destacó por retratar la vida de una comunidad gitana en el norte de Chile. La trama abordaba temas como la discriminación y los prejuicios hacia los gitanos, así como las relaciones interculturales entre ellos y los chilenos (en especial, la devoción por Santa Sara Kali, santa popular común entre gitanos de países católicos,  como Chile). Para lograr una representación más realista de la cultura gitana, la producción incorporó elementos auténticos como celebraciones religiosas, costumbres, vestuarios más reales, el acento gitano y el uso del idioma romaní en los diálogos, junto al español. Telemundo hizo una versión llamada Gitanas, pero sin la misma calidad de producción.
La telenovela rumana "Corazón gitano" (Inimă de țigan), ha abordado de manera más directa la representación de la comunidad gitana. Esta serie rumana presenta a un protagonista gitano que es médico, desafiando estereotipos negativos y promoviendo modelos de integración social.